# Oh Fortuna (Film)
Oh Fortuna ist eine Kriminalkomödie des  Kameramanns und Regisseurs Johannes Klais aus dem Jahr 2010 und der Produktionsfirma Gratisfilm. Sie ist eine Hommage an die Ruhrgebietskultur und den Mikrokosmos Amateurfußball.

## Handlung
Der klamme Vorortverein SV Fortuna Dortmund kämpft in der Kreisliga C gegen den Abstieg und ein raffgieriger Spekulant will auf dem Vereinsgelände einen Brechschotterparkplatz errichten. Der Investor Dr. Dr. von Schwertner versucht den Widerstand des Vereins zu brechen, indem er Platzwart Walter Milbe erpresst und dessen Tochter Samantha entführt. Juergen Sugar und Eddy Grabowski, die beiden Stars der Fortuna-Mannschaft, machen sich auf, um Samantha und schließlich ihren Verein zu retten. Doch ihr Gegenspieler hat etliche halbseidene Handlanger um sich geschart, die ihm bei seinen schmutzigen Geschäften helfen. Auch Hauptkommissar Udo Alte, der zwar in San Francisco gelernt hat, aber im Dortmunder Rotlichtmilieu ebenso gern gesehen ist, erweist sich als keine große Hilfe. In einem actiongeladenen Finale aus letztem Saisonspiel, Verfolgungsjagden und Schlägereien ist es ausgerechnet ein Opa aus dem Schrebergarten, der den entscheidenden Tipp für die Beantwortung der alles entscheidenden Frage gibt: Schafft die Fortuna den Klassenerhalt?

## Entstehung
Oh Fortuna ist eine Low-Budget-Produktion des Dortmunder Filmstudenten Johannes Klais. Die Besetzung besteht aus professionell agierenden Laiendarstellern, Szenegrößen und Stargästen wie  den Eins Live-Männern Mike Litt und DJ Larse, DJ Ante Perry, dem Kabarettisten Heinz-Peter Lengkeit und der Dortmunder Türsteherlegende Olli Hoppe. Auch der Bochumer Kabarettist Frank Goosen ist in Oh Fortuna in einer Nebenrolle zu sehen. Bereits im Sommer 2009 sahen über 30.000 Zuschauer den Trailer als Vorspann zum Open-Air-Kino im Dortmunder Westfalenstadion.
Am 29. Mai 2010, knapp drei Jahre nach Produktionsbeginn, feierte Oh Fortuna mit 2000 Zuschauern seine Premiere im Westfalenstadion.

## Produktion
Der Film Oh Fortuna wurde von Gratisfilm in Co-Produktion mit der Fachhochschule Dortmund realisiert. Die Finanzierung der Dreharbeiten stellte Gratisfilm ohne Fördermittel sicher. Finanzielle Unterstützung für die Dreharbeiten erhielt die Filmproduktion zusätzlich von einigen Sponsoren und privaten Spendern. Möglich war dieses Projekt nur, indem sämtliche Mitwirkende auf Gagen verzichteten. Das gesamte technische Equipment wurde von der Fachhochschule Dortmund (Fachbereich Design) zur Verfügung gestellt, an der Regisseur und Kameramann Johannes Klais das Fach Kamera studiert. Gedreht wurde zu großen Teilen auf der Sportanlage des Dortmunder Fußballvereins SuS Hörde.